# Бурачок муровий
Бурачок муровий (Alyssum murale) — вид рослин роду бурачок.

## Поширення
В Україні поширений у Криму та у степовій частині Лівобережжя. Росте на кам'янистих місцях, на оголеннях гранітів та вапняків.